# Wilhelm Theodor Kraut
Wilhelm Theodor Kraut (* 15. März 1800 in Lüneburg; † 1. Januar 1873 in Göttingen) war ein deutscher Rechtswissenschaftler und Hochschullehrer.

## Leben
Kraut genoss seine Schulbildung am Johanneum Lüneburg und am Gothaer Gymnasium Illustre. Anschließend ging er 1819 an die Universität Göttingen. Dort studierte er Rechtswissenschaften. Sein Studium war von der Historischen Rechtsschule geprägt. Er hörte bei Gustav von Hugo Vorlesungen. 1821 wechselte er an die Universität Berlin, an der er Vorlesungen bei Carl von Savigny und Karl Friedrich Eichhorn besuchte. Am 10. August 1822 wurde er an der Universität Göttingen zum Dr. iur. promoviert. Noch im Oktober desselben Jahres habilitierte er sich dort zum Privatdozenten.
Kraut wurde am 1. Juli 1828 zum außerordentlichen Professor, dann am 21. Januar 1836 zum ordentlichen Professor des deutschen Privatrechtes berufen. Anlässlich des Hannoverschen Verfassungskonflikts von 1837 verfasste er mit fünf weiteren Dozenten der Universität eine Schrift, mit der er die Entlassung der Göttinger Sieben durch den Hannoverschen König Ernst August verhindern wollte. Dieses Ansinnen konnte nicht durchgesetzt werden.
Von 1850 bis 1853 war Kraut als gewählter Vertreter der Universität Göttingen Mitglied der Ersten Kammer der hannoverschen Ständeversammlung. Im Jahr 1870 erhielt er den Titel eines Geheimen Justizrates. Außerdem war er Mitglied des Juristentages und nahm regelmäßig an dessen Versammlungen teil, ohne sich prominent einzubringen.

## Publikationen (Auswahl)
- Grundriß zu Vorlesungen über das deutsche Privatrecht mit Einschluß des Lehnrechts: nebst beigefügten Quellen, Dieterich, Göttingen, mehrere Auflagen ab 1830.
- Die Vormundschaft nach den Grundsätzen des deutschen Rechts, 3 Bände, Dieterich, Göttingen, 1835–1859.
- mit Friedrich Wilhelm Schneidewin: Academiae Georgiae Augustae prorector Aug. Henricus Ritter D. cum senatu successorem in summo magistratu academico Guil. Theod. Kraut D. civibus suis honoris et officii causa commendat: insunt F. G. Schneidewini Progymnasmata in anthologiam Graecam, Dieterich, Göttingen 1840.
- Das alte Stadtrecht von Lüneburg, Dieterich, Göttingen 1846.